# Les Portes de Gubbio
Les Portes de Gubbio est un roman de Danièle Sallenave publié le 3 septembre 1980 aux éditions Hachette et ayant reçu le prix Renaudot la même année.

## Résumé
Le livre dont l’action se passe dans un pays non dénommé d’Europe de l’Est à la veille du « Printemps de Prague », dans un lourd climat de dictature, d’oppression et de censure politique, se présente comme la traduction d’un ensemble de  cahiers manuscrits remis de manière anonyme au traducteur et représentant en fait le journal intime du narrateur S., professeur de musique au conservatoire, travaillant, sur la biographie d’Egon Kaerner, grand compositeur dont l’œuvre rigoureuse et sans concession à l’égard du régime l’on vu interdit par l'État.
L'ensemble est constitué de divers éléments épars (extraits de lettres de Kearner ainsi que de son journal, interviews, notes, ) alternant avec des réflexions sur l'art, la création, la musique, l’engagement et quelques éléments personnels (souvenirs d'enfance, évocation des liaisons passées ou présentes du personnage principal, …).  La plupart des personnages n‘étant souvent nommés que par des initiales ainsi que les noms de lieux, on songe souvent à l’univers de Kafka. Le roman décrit par exemple la surveillance policière exercée sur les citoyens et le climat entretenu par une bureaucratie omniprésente. 

## Éditions
- Les Portes de Gubbio, Éditions Hachette, 1980,  (ISBN 978-2010065958).